# Nymphidium carmentis
Nymphidium carmentis is een vlindersoort uit de familie van de prachtvlinders (Riodinidae), onderfamilie Riodininae.
Nymphidium carmentis werd in 1910 beschreven door Stichel.